# Powiat Euskirchen
Powiat Euskirchen (niem. Kreis Euskirchen) – powiat w Niemczech, w kraju związkowym Nadrenia Północna-Westfalia, w rejencji Kolonia. Siedzibą powiatu jest miasto Euskirchen.

## Podział administracyjny
Powiat Euskirchen składa się z:
- pięciu gmin miejskich (Stadt)
- sześciu gmin wiejskich (Gemeinde)

Gminy miejskie:
| Lp. | Nazwa gminy miejskiej | Ludność (31.12.2010) | Powierzchnia km² |
| --- | --------------------- | -------------------- | ---------------- |
| 1   | Bad Münstereifel      | 18.449               | 150,84           |
| 2   | Euskirchen            | 55.620               | 139,50           |
| 3   | Mechernich            | 27.154               | 136,41           |
| 4   | Schleiden             | 13.287               | 121,84           |
| 5   | Zülpich               | 20.005               | 101,01           |

Gminy wiejskie:
| Lp. | Nazwa gminy wiejskiej | Ludność (31.12.2010) | Powierzchnia km² |
| --- | --------------------- | -------------------- | ---------------- |
| 1   | Blankenheim           | 8.294                | 148,62           |
| 2   | Dahlem                | 4.116                | 95,19            |
| 3   | Hellenthal            | 8.235                | 137,82           |
| 4   | Kall                  | 11.817               | 66,08            |
| 5   | Nettersheim           | 7.687                | 94,35            |
| 6   | Weilerswist           | 16.298               | 57,20            |